# South Wraxall
South Wraxall  è un piccolo villaggio e una parrocchia civile della contea del Wiltshire che si trova a circa 2,5 miglia a nord di Bradford on Avon, Sud Ovest dell'Inghilterra, Regno Unito.

## Geografia

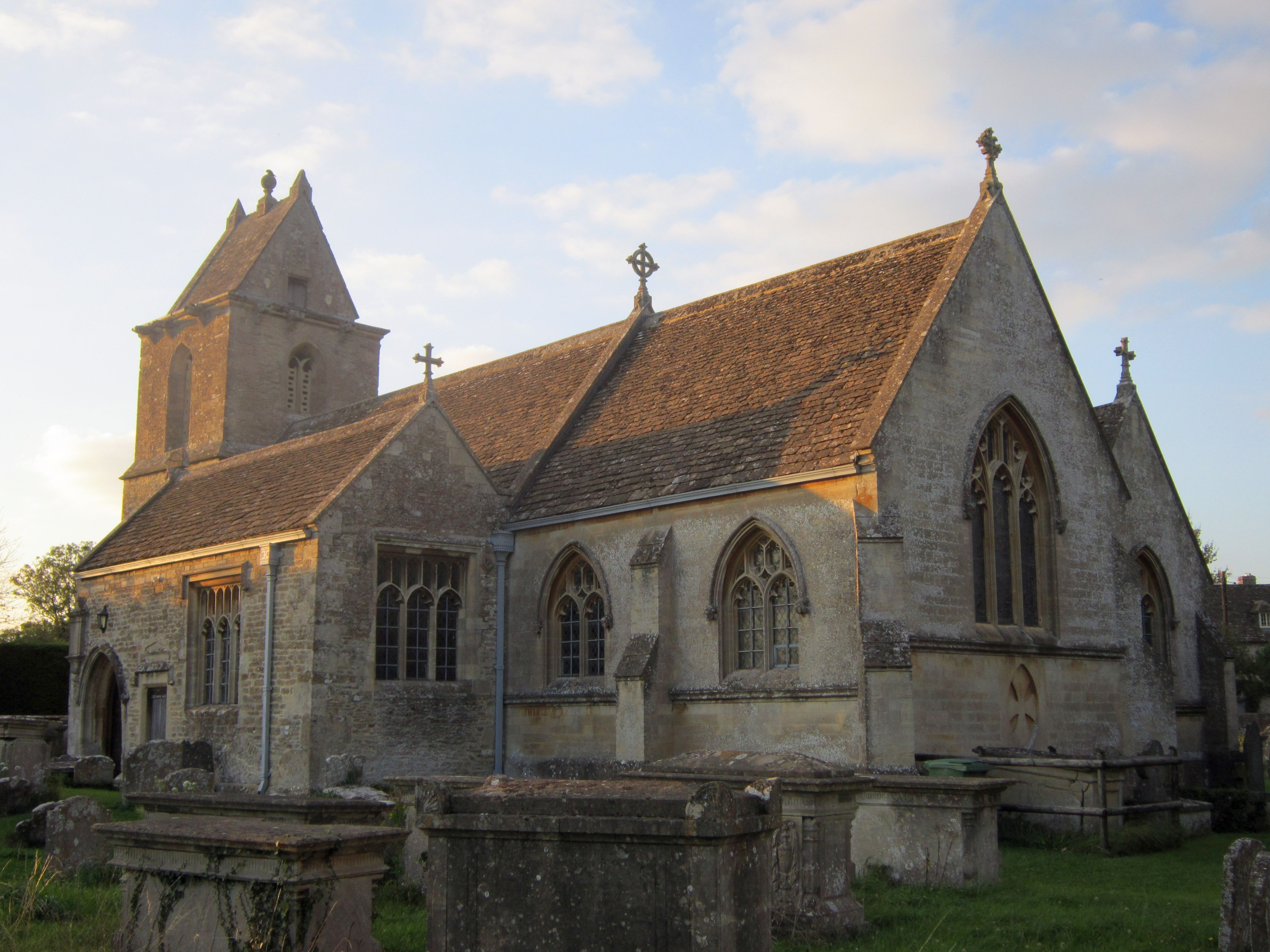
Chiesa di San Giacomo, a Upper Wraxall

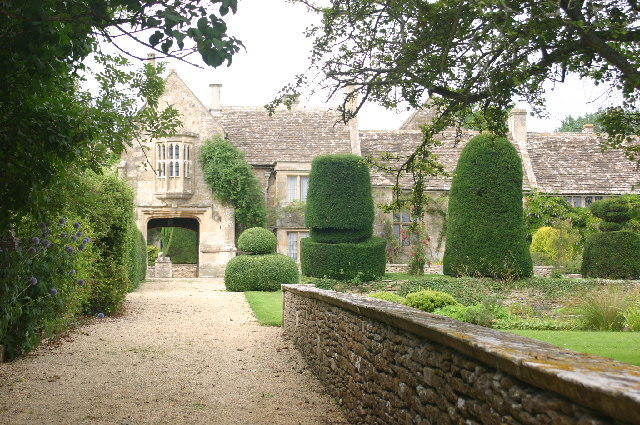
South Wraxall Manor

Il territorio di South Wraxall si trova su un terreno ondulato che sale verso le colline calcaree delle vicine parrocchie di Box e Monkton Farleigh. Il suo confine settentrionale è una linea retta est-ovest, che segue l'antica strada romana da Londinium ad Aquae Sulis. La parrocchia civile è costituita da tre distinti nuclei: Upper Wraxall, Lower Wraxall e Bradford Leigh. Il primo, che è il principale, è raggruppato attorno alla chiesa, alla casa pubblica e al municipio. Il secondo si trova a sud con un gruppo di edifici attorno alla Manor House, a nord-est, che potrebbe essersi sviluppato attorno a un altro piccolo maniero. A nord, verso Corsham, c'è Norbin, solo un paio di fattorie, con edifici convertiti in abitazioni e cavalli. Cumberwell, a sud, potrebbe essere un luogo antico, che forse conserva nel suo nome un ricordo dell'occupazione pre-sassone. Il terzo appartiene alla parrocchia dal 1934, ed collegato da strade che vanno a Bradford, Atworth, Monkton Farleigh, Box e Corsham.

## Storia
Nel territorio della parrocchia sono state trovate tracce di edifici romani. Divenne una parrocchia civile separata nel 1884, quando Bradford Leigh e parte di Woolley (che in precedenza erano nella decima di Leigh e Woolley) e Cumberwell furono staccate da Bradford Without e aggiunte a Wraxall. Il nome Wraxall (South per distinguerlo da North Wraxall, vicino a Castle Combe) potrebbe derivare da un antico vocabolo inglese che significava falco, o potrebbe ricordare la sala di un colono sassone chiamato Wrocca, Wracca o simili. La parola inglese antica wræcca significa esule o straniero, forse un nuovo colono.

## Economia
Nel villaggio sono rimasti attive poche attività, e anche la scuola è stata chiusa, con l'ufficio postale. Gli unici servizi sono il pub Longs' Arms, il South Wraxall Club e il Cumberwell Park Golf Course. Sono in attività alcune fattorie e per il resto si tratta di abitazioni civili. Il gruppo di edifici più importante è quello della villa tardo medievale di Manor House.

## Monumenti e luoghi d'interesse
Nel territorio di South Wraxall sono presenti alcuni edifici e luoghi d'interesse:
- Chiesa di San Giacomo. La chiesa sorge sulle fondamenta di un edificio di epoca precedente. La torre occidentale risale ai primi anni del XIV secolo. Il presbiterio, la navata centrale, la navata laterale nord e la cappella sud furono ricostruite nel 1823 e la sagrestia e il porticato nel 1882. Nel 1769 le quattro campane originali (menzionate in un inventario del 1553) furono rifuse e aumentate a un anello di sei da Abraham Bilbie e sono considerate degne di essere elencate come rare e importanti. Nel maggio 2021 le sei campane sono state rimosse dal loro telaio che era diventato marcio. Appartiene alla diocesi di Salisbury e dal 13 novembre 1962 è considerata un monumento classificato di seconda categoria. Si tratta di una chiesa parrocchiale anglicana

- South Wraxall Manor. Si tratta di una storica casa di campagna risalente all'inizio del XV secolo. Dal 13 novembre 1962 è considerato un monumento classificato di prima categoria.[6][7][8]